# 沃克斯霍爾 (新澤西州)
沃克斯霍爾（英語：Vauxhall）是位於美國新澤西州尤寧縣的普查規定居民點。

## 人口
根據2020年美國人口普查的數據，沃克斯霍爾的面積為1.52平方千米，皆為陸地。當地共有人口5251人，而人口密度為每平方千米3,454.61人。